# Sclerolaena bicornis
Sclerolaena bicornis là loài thực vật có hoa thuộc họ Dền. Loài này được Lindl. miêu tả khoa học đầu tiên năm 1838.